# تجاجت (سبت النابور)
تجاجت هي إحدى مشيخات المملكة المغربية، تتبع جغرافيا لإقليم سيدي إفني وإداريًا لسبت النابور. يقدر عدد سكانها بـ 5376 نسمة حسب الإحصاء الرسمي للسكان والسكنى لسنة 2004.